# Pierre Rognon
Pour les articles homonymes, voir Rognon.
Pierre Rognon (né à Alger le 15 juillet 1931 et mort à Châtenay-Malabry le 23 août 2010,) est un géographe français et un géologue spécialiste du désert et de la désertification.
Pierre Rognon est le père du journaliste Jean-Luc Rognon.

## Biographie
Professeur émérite de l'université Pierre-et-Marie-Curie, cet homme de Lettres et homme de Science, a œuvré toute sa vie comme chercheur et formateur sur des thèmes liés à l'aménagement des milieux arides, à l'ensablement et à l'avancée des zones désertiques.
Il a également travaillé sur des thèmes de paléoclimatologie, de glaciologie et même de planétologie comparée.
Pierre Rognon a publié plus de 200 articles au cours de ses recherches.
Il a été membre de l’Académie des sciences d'outre-mer.

## Publications
- Les Zones tropicales arides et subtropicales, Éditions Armand Colin, 1970.
- Biographie d'un désert, Éditions Plon,  (ISBN 2-7384-2954-8), 1993.
- Biographie d'un désert - Le Sahara, Éditions L'harmattan,  (ISBN 2-7384-2954-8), 1994.
- Désertification et aménagement au Maghreb, Éditions MED Campus,  (ISBN 2-7384-3645-5), 1995.